# Budowa kątowa
Budowa kątowa związków chemicznych – kątowy układ wiązań występujący w niektórych związkach chemicznych, spowodowany występowaniem wolnych par elektronowych w głównym atomie (np. H
2O, gdzie tlen jest głównym atomem, a tylko 2 elektrony, z 6 elektronów walencyjnych, tworzą wiązania z wodorem). Ponieważ siła z jaką odpychają się pary elektronowe jest większa od siły atomów przy atomie głównym, kąt walencyjny między dwoma atomami jest nieco mniejszy niż 109° 28' dla idealnego tetraedru (np. w przypadku H
2O ma on 104° 45').

## VSEPR a budowa kątowa

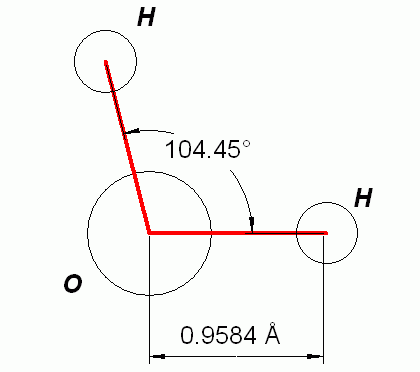
Budowa kątowa cząsteczki wody

Podczas obliczania wzorem VSEPR hybrydyzacji orbitali związków takich jak H2O i OF2, wynik równania będzie wynosił 4, co wskazuje na hybrydyzację sp3 - tetraedr (czworościan foremny). W rzeczywistości dwa z orbitali zapełnione są przez wolne pary elektronowe.
Do obliczeń używamy następującego wzoru - Lp = σPW + WPE = LH (więcej na ten temat w dziale VSEPR). 
Oto przykładowe obliczenia:
| Związek                 | σPW | WPE                | σPW + WPE = | LH | Hybrydyzacja |
| ----------------------- | --- | ------------------ | ----------- | -- | ------------ |
| woda (H2O)              | 2   | 0,5(6 - 2 · 1) = 2 | 2 + 2 =     | 4  | sp3          |
| siarkowodór (H2S)       | 2   | 0,5(6 - 2 · 1) = 2 | 2 + 2 =     | 4  | sp3          |
| kwas chlorowy(I) (HClO) | 2   | 0,5(6 - 2 · 1) = 2 | 2 + 2 =     | 4  | sp3          |
| difluorek tlenu (OF2)   | 2   | 0,5(6 - 2 · 1) = 2 | 2 + 2 =     | 4  | sp3          |

Przykładowe związki o budowie kątowej:
siarkowodór (H2S), woda (H2O), difluorek tlenu (OF2), kwas chlorowy(I) (HClO), tlenek siarki(IV) (SO2), tlenek azotu(IV) (NO2), tlenek chloru(IV) (ClO2).